# Соловьёв, Александр Александрович (художник)
Алекса́ндр Алекса́ндрович Соловьёв (бел. Аляксандр Аляксандравіч Салаўёў; 13 сентября 1926, дер. Солони, Новгородская губерния — 23 мая 2021, Витебск) — советский и белорусский художник-авангардист, театральный художник. Заслуженный деятель искусств Белорусской ССР (1982). Участник Великой Отечественной войны.

## Биография
Родился 13 сентября 1926 года в деревне Солони. В 1943—1944 годах, в возрасте 17 лет, участвовал в партизанском движении, с 1944 года находился в действующей армии и принимал участие в боях в Прибалтике и на Карельском перешейке. Впоследствии Александр Александрович Соловьёв был награждён Орденом Красной Звезды, а также памятными медалями в честь Победы в Великой Отечественной войне. После демобилизации в 1949 году художник уехал к матери в Мадону, Латвия. В 1955 году поступил в ЛВХПУ им. В. И. Мухиной на отделение мастеров монументально-декоративной живописи. После его окончания некоторое время работал учителем рисования и черчения в средней школе в Мадоне. С 1959 по 1965 года Александр Соловьёв учился в Белорусском государственном театрально-художественном институте. 
С 1965 года работал художником-постановщиком в Национальном академическом драматическом театре имени Я. Коласа. С 1977 по 1995 год — главный художник Национального академического драматического театра имени Я. Коласа.
Член Союза художников СССР с 1966 года. В 1968—1969 годах — председателем худсовета Витебских художественных производственных мастерских. В 1973—1977 — председателем правления Витебской областной организации Союза художников БССР. В 1982 году Александру Александровичу Соловьёву было присвоено звание Заслуженного деятеля искусств БССР.
В 2017 Александр Соловьев награжден орденом Франциска Скорины в соответствии с указом президента за многолетний плодотворный труд, значительный личный вклад в развитие искусства и культуры Беларуси.
Скончался 23 мая 2021 года. Похоронен 25 мая на Мазуринском кладбище в Витебске.

## Творчество
Приезд Александра Соловьёва в Витебск ознаменовал появление послевоенного городского авангарда. Как художник, выросший на классической школе и мировых образцах реализма, Соловьёв изучал всевозможные абстрактные и реалистические системы, а также стал соединять реализм с абстрактным искусством. За время работы художник оформил более восьмисот спектаклей в Витебске и более ста в различных театрах Беларуси и за границей.
Александр Соловьёв был активным участником городских, областных, республиканских и международных выставок. В январе 1993 года в Художественном музее Витебска прошла совместная выставка с П. Кириллиным. Также его работы выставлялись в России, Прибалтике, Германии, Франции и Австралии.
В 2010 году художник передал в дар Витебскому художественному музею 35 своих произведений, среди которых абстрактные композиции и эскизы оформления декораций к спектаклям Национального академического драматического театра имени Якуба Коласа и живописные полотна. В частности, в фонды музея вошли эскизы к спектаклям «На дарозе жыцця» и «Сымон-музыка» по Якубу Коласу, «Поединок» и «Колизей» по Матуковскому, «Скорые поезда» по Поповой, «Коварство и любовь» по Шиллеру, «14 красных избушек» по Платонову, «История греха» по Жеромскому, «Мещане» по Горькому, «Клоп» по Маяковскому. Созданные для различных театров (в том числе и Национального академического драматического театра им. Якуба Коласа), они позволяют познакомиться с событиями послевоенных лет через призму восприятия автора, проследить театральные тенденции того времени. Кроме того, художник подарил городу живописные работы «Распятие», «Ева», «Реквием», «Старая фреска» и другие.
Творчество Александра Соловьёва стало неотъемлемой частью культуры не только Витебска, где художник оказал значительное влияние на формирование художественной среды города, но и всей Беларуси второй половины XX века.
Работа в мастерской художника не останавливается до сих пор. К примеру, картины «Мой лес», «Да будет свет», «Реквием. Памяти павших», «Композиция» созданы художником в 2011 году.

## Награды
- Орден Отечественной войны II степени (6.4.1985)[3]
- Орден Франциска Скорины (24.11.2016)
- Заслуженный деятель искусств Белорусской ССР (1982)